# Indiavaí
Indiavaí is een gemeente in de Braziliaanse deelstaat Mato Grosso. De gemeente telt 2.679 inwoners (schatting 2009).
De gemeente grenst aan São José dos Quatro Marcos, Araputanga, Jauru en Figueirópolis d'Oeste.